# Правильний сімнадцятикутник
Правильний сімнадцятикутник — геометрична фігура, що належить до групи правильних многокутників. Має сімнадцять сторін і сімнадцять кутів. Усі кути і сторони правильного сімнадцятикутника рівні між собою, всі вершини лежать на одному колі.

## Властивості
Центральний кут α дорівнює {\displaystyle {\frac {360^{\circ }}{17}}\approx 21,17647059^{\circ }}.

Відношення довжини сторони до радіусу описаного кола складає
{\displaystyle s=2\cdot r_{u}\cdot \sin \left({\frac {\alpha }{2}}\right)\approx r_{u}\cdot 0{,}3675}.
Правильний сімнадцятикутник можна побудувати за допомогою циркуля та лінійки, що було доведено Карлом Фрідріхом Гаусом 1796 року. Ним же знайдено значення косинуса центрального кута сімнадцятикутника:
{\displaystyle \cos {\frac {360^{\circ }}{17}}={\frac {1}{16}}\left(-1+{\sqrt {17}}+{\sqrt {2\left(17-{\sqrt {17}}\right)}}+2{\sqrt {17+3{\sqrt {17}}-{\sqrt {2\left(17-{\sqrt {17}}\right)}}-2{\sqrt {2\left(17+{\sqrt {17}}\right)}}}}\right)}.

## Факти
- Гаус був настільки піднесений своїм відкриттям, що в кінці життя заповів, щоб правильний сімнадцятикутник викарбували на його могилі. Скульптор відмовився це зробити, стверджуючи, що побудова буде настільки складною, що результат не можна буде відрізнити від кола[1].
- 1825 року Йоханес Ерхінгер уперше опублікував детальний опис побудови правильного сімнадцятикутника за 64 кроки. Нижче наводиться ця побудова.

## Побудова

### Точна побудова
1. Проводимо велике коло k₁ (майбутнє описане коло сімнадцятикутника) з центром O.
2. Проводимо його діаметр AB.
3. Будуємо до нього перпендикуляр m, перетинаючий k₁ у точках C та D.
4. Відмічаємо точку E — середину DO.
5. Посередині EO відмічаємо точку F та проводимо відрізок FA.
6. Будуємо бісектрису w₁ кута ∠OFA.
7. Будуємо w₂ — бісектрису кута між m та w₁, яка перетинає AB у точці G.
8. Проводимио s — перпендикуляр до w₂ з точки F.
9. Будуємо w₃ — бісектрису кута між s та w₂. Вона перетинає AB у точці H.
10. Будуємо коло Фалеса (k₂) на діаметрі HA. Воно перетинається з CD у точках J та K.
11. Проводимо коло k₃ з центром G через точки J та K. Воно перетинається з AB у точках L та N. Тут важливо не переплутати N з M, вони розташовані дуже близько.
12. Будуємо дотичну до k₃ через N.

Точки перетину цієї дотичної до вихідного кола k₁ — це точки P₃ та P₁₄ шуканого сімнадцятикутника. Якщо прийняти середину отриманої дуги за P₀ та відкласти дугу P₀P₁₄ по колу тричі, усі вершини сімнадцятикутника будуть побудовані.

### Приблизна побудова
Наступна побудова хоч і наближена, але набагато зручніша.
1. Ставимо на площині точку M, будуємо навколо неї коло k та проводимо її діаметр AB;
2. Ділимо навпіл радіус AM тричі по черзі в напрямку до центру (точки C, D та E).
3. Ділимо навпіл відрізок EB (точка F).
4. Будуємо перпендикуляр до AB у точці F.

- Коротко: будуємо перпендикуляр до діаметра на відстані 9/16 діаметра від B.

Точки перетину останнього перпендикуляра перпендикуляра з колом ї гарним наближенням для точок P₃ та P₁₄.
При цій побудові виходить відносна похибка у 0,83 %. Кути та сторони виходять таким чином трохи більші, ніж потрібно. При радіусі 332,4 мм сторона виходить довшою на 1 мм.

### Анімована побудова Ерхінгера

Побудова сімнадцятикутника циркулем і лінійкою за 64 кроки